# Sabre Wulf
Sabre Wulf é um jogo eletrônico de ação e aventura desenvolvido e lançado pela Ultimate Play the Game para o ZX Spectrum em 1984. O jogador controla o personagem Sabreman através de um labirinto 2D que remete à selva, enquanto coleta peças de um amuleto para passar pelo guardião em sua saída. Sem receber orientação explícita sobre como jogar, o jogador é deixado para decifrar os objetivos de Sabre Wulf por meio de tentativa e erro. Sabreman se move entre as 256 telas conectadas do labirinto, tocando na borda onde uma tela termina e a outra começa. Cada tela é preenchida com flora colorida, inimigos que aparecem aleatoriamente e, ocasionalmente, itens colecionáveis.
A Ultimate lançou o jogo para ZX Spectrum a um preço acima da média para combater a pirataria. Sua embalagem premium tornou-se o padrão da empresa. Os desenvolvedores haviam terminado as sequências de Sabre Wulf antes de seu lançamento, mas, mantendo sua tendência ao sigilo, optaram por retê-las para fins de marketing. As sequências foram lançadas rapidamente no final daquele ano. A Ultimate contratou desenvolvedores externos para portar Sabre Wulf para outras plataformas: BBC Micro, Commodore 64 e Amstrad CPC. O jogo foi posteriormente apresentado em compilações, como Rare Replay (2015).
Várias publicações de jogos recomendaram Sabre Wulf, e os leitores da revista Crash elegeram-o como o "Melhor Jogo de Labirinto" de 1984. Foi um best-seller e um sucesso financeiro. Embora sua jogabilidade labiríntica fosse semelhante à sua versão anterior, os críticos preferiram Sabre Wulf. Eles ainda notaram sua jogabilidade difícil e elogiaram seus gráficos. Jornalistas classificam Sabre Wulf, que iniciou a série Sabreman, entre os melhores lançamentos do Spectrum.

## Jogabilidade

Sabreman (canto superior direito) encara o Wulf em seu caminho (canto superior esquerdo) em uma das 256 telas que compõem o labirinto de Sabre Wulf. Uma aranha inimiga aparece no caminho inferior.

Em Sabre Wulf, o jogador guia o aventureiro Sabreman por um labirinto bidimensional. Seu objetivo é reconstruir um amuleto a partir de quatro peças espalhadas pelo labirinto para passar pelo guardião em sua saída, chegando em uma caverna que leva à sequência do jogo, Underwurlde. O labirinto é apresentado em telas conectadas de modo que o jogador veja uma por vez. Por exemplo, quando Sabreman atinge a borda esquerda de uma tela, ele continua o labirinto na borda direita da próxima tela.
O jogo abre com música composta por Johann Sebastian Bach. Seu labirinto ladrilhado contém 256 telas, desenhadas em uma grade de 16 por 16. Os caminhos do labirinto são delimitados pela flora tropical, povoada por inimigos atacantes e cercada por montanhas. Além da selva, o labirinto do jogo também inclui vários lagos. O jogador gira o sabre de Sabreman, pressionando o botão de disparo do controle, para derrotar os inimigos que surgem em locais aleatórios na tela. Quando o jogador fica inativo por muito tempo na mesma tela, um incêndio florestal indestrutível aparece para perseguir Sabreman. Os inimigos incluem aranhas, escorpiões, cobras, morcegos, povos indígenas, hipopótamos adormecidos e um lobo rápido (o Sabre Wulf mencionado no título). Alguns inimigos são mortos, outros fogem ao serem atingidos, enquanto o lobo, o guardião da caverna e o incêndio florestal não são afetados pelo sabre.
O jogador não recebe nenhuma orientação explícita sobre como jogar e é deixado para decifrar os objetivos do jogo por tentativa e erro. Os gráficos de Sabre Wulf preenchem a tela com uma interface de usuário mínima que consiste na pontuação atual, número de vidas restantes e um medidor de pontuação máxima na linha superior. Sabreman pode comer orquídeas, que servem como um power-up. Elas florescem por apenas alguns segundos e dão ao jogador um efeito especial. Alguns efeitos fortalecem (por exemplo, invulnerabilidade e velocidade aumentada), enquanto outros prejudicam (por exemplo, inversão dos controles). Sabreman também pode coletar tesouros e vidas extras espalhadas pelo labirinto. Os lançamentos para Spectrum e Commodore 64 incluem um modo para dois jogadores no qual eles se revezam controlando seu próprio Sabreman.

## Desenvolvimento

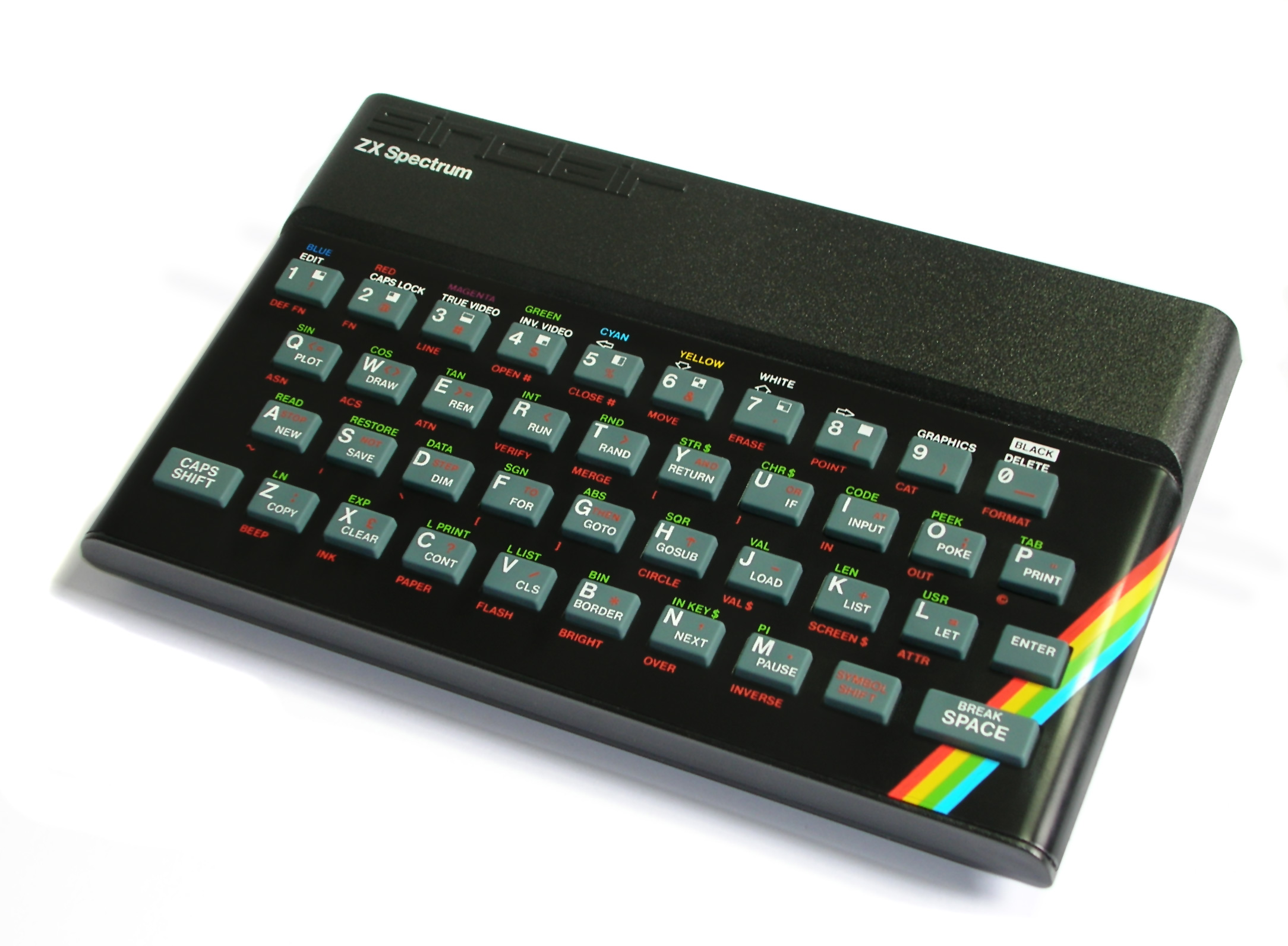
ZX Spectrum

A desenvolvedora de Sabre Wulf, a Ultimate Play the Game, tinha uma reputação de sigilo. A empresa raramente dava entrevistas ou revelava detalhes sobre suas práticas internas ou jogos futuros. Pouco se sabe sobre seu processo de desenvolvimento além do uso de computadores Sage IV, preferindo desenvolver para o microprocessador Z80 do ZX Spectrum, e frequentemente terceirizando o desenvolvimento para outras plataformas, como aquelas que executavam microprocessadores 6502. Depois de lançar Atic Atac no final de 1983, a Ultimate ficou em silêncio até que foi veiculado um teaser para Sabre Wulf em abril de 1984. A empresa raramente retratava a jogabilidade real em seus anúncios. Eles já haviam preparado Knight Lore, o terceiro jogo da série Sabreman, antes da introdução do personagem em Sabre Wulf. A Ultimate reteve Knight Lore por cerca de um ano porque eles sentiram que Sabre Wulf não venderia tão bem, uma vez que os jogadores veriam os avanços gráficos do primeiro. Knight Lore posteriormente tornou-se conhecido como um trabalho seminal na história dos jogos britânicos e um jogo icônico da década de 1980 por popularizar gráficos isométricos.
A Ultimate lançou Sabre Wulf para o ZX Spectrum em 1984, assim como outros jogos da série Sabreman foram lançados no final daquele ano. Sabre Wulf foi o primeiro jogo da Ultimate a usar o que se tornaria o preço padrão da empresa e uma embalagem misteriosa e sem adornos. Vendido no varejo por 9,95 libras, a Ultimate quase dobrou seu preço normal, o que considerou um "passo ousado" no combate à pirataria. Eles esperavam que os proprietários legais fossem mais protetores ao permitir que amigos copiassem seus jogos mais caros. A Ultimate viu os preços dos concorrentes aumentarem lentamente e sentiu que o preço era justo pelo tempo investido. O jogo foi vendido em uma grande caixa de papelão de alta qualidade com um manual de instruções brilhante, ambos com atualizações em relação à embalagem típica de jogos. Tornou-se a embalagem padrão da Ultimate para novos lançamentos. A embalagem do jogo não o descrevia e não mostrava nenhuma captura de tela. Os jogos da Ultimate também não exibiam créditos internos. A empresa contratou desenvolvedores externos para concluir portes de Sabre Wulf para outros computadores. Paul Proctor escreveu a conversão para BBC Micro e, em 1985, Greg Duddle escreveu a conversão para Commodore 64, que foi licenciada sob a Firebird Software. O jogo apareceu mais tarde na compilação de 1985 They Sold a Million, uma coleção de jogos para Spectrum que, juntos, venderam um milhão de unidades. Quando a compilação foi lançada para o Amstrad CPC, Sabre Wulf foi convertido para a plataforma e finalmente lançado em uma edição autônoma. Sabre Wulf também apareceu ao lado de Underwurlde, sua sequência, em um pacote para Commodore 64, e na compilação de 2015 Rare Replay, para Xbox One, contendo trinta títulos da Ultimate e sua sucessora, a Rare.

## Recepção
Críticos apreciaram os gráficos do jogo e acharam sua jogabilidade semelhante ao jogo anterior da Ultimate, Atic Atac — particularmente sua sequência de abertura e o formato de labirinto — mas preferiram Sabre Wulf. Os críticos também notaram a dificuldade do jogo e o preço acima da média. Sabre Wulf foi uma recomendação selecionada na Crash (julho de 1984), Personal Computer Games (agosto de 1984), e Popular Computing Weekly (junho de 1984). O jogo foi nomeado "Melhor Jogo de Labirinto" na Crash Readers Awards de 1984. A nova estratégia de preços da Ultimate foi um sucesso e Sabre Wulf liderou a parada de vendas de jogos eletrônicos. Enquanto a Retro Gamer relatou que Sabre Wulf quebrou os recordes de vendas da empresa, a Computer and Video Games (CVG) disse que o lançamento teve desempenho inferior, com apenas 30 mil cópias vendidas até dezembro de 1984. A Eurogamer relatou mais tarde que 350 mil unidades foram vendidas no total.
A Crash confirmou os rumores de que o jogo era semelhante a Atic Atac, mas declarou que Sabre Wulf era melhor e previu que eles teriam legados semelhantes. A revista escreveu que sua incapacidade de intuir o inventário de Sabreman ou a resistência a danos aumentaram a mística do jogo, e que a Ultimate era particularmente hábil em não dar dicas, mas deixar pistas suficientes através do design do jogo. A Personal Computer Games descobriu uma dica: que os inimigos indígenas fazem um som quando alinhados com uma peça de amuleto. Em uma experiência semelhante, a Popular Computing Weekly lentamente aprendeu a usar, em vez de evitar, as orquídeas. A CVG descreveu as instruções do jogo como "enigmáticas". Mais tarde, a Crash disse que as comparações com Atic Atac em seu lançamento eram injustas, semelhantes a chamar quaisquer dois jogos de aventura baseados em texto de idênticos.
Os críticos elogiaram os gráficos e animações coloridas e detalhadas. Na opinião dos críticos da CVG, Sabre Wulf carregou o ímpeto da Ultimate de Jetpac e Atic Atac, e tinha os melhores gráficos de qualquer jogo de ZX Spectrum, com detalhes gráficos que ultrapassaram o que os revisores anteriores haviam considerado os limites do computador. A Sinclair User gostou particularmente de como os inimigos hipopótamos forçam o jogador a variar seu estilo de jogo hack and slash. Um revisor da Crash chamou o jogo de "uma obra-prima do software". A revista recebeu mais correspondência elogiando Sabre Wulf em 1984 do que qualquer outro jogo e, um ano depois, repetiu que Sabre Wulf estava entre os melhores jogos disponíveis para o Spectrum, acrescentando que o jogo não parecia antiquado. A análise da CVG sobre a versão de Commodore 64, dois anos após o lançamento original, foi positiva, dizendo que o jogo permanecia um clássico.
Os críticos reclamaram do alto preço do jogo, que era quase o dobro da média. A Crash se perguntou se o custo poderia levar a mais pirataria. Críticos também notaram um bug no modo para dois jogadores, repetindo telas de outros lugares do labirinto, e a janela frustrantemente estreita em que os golpes do sabre são registrados como ataques do inimigo. A CVG recomendou desenhar um mapa do labirinto, sem o qual era fácil de se perder. Enquanto Sabre Wulf tinha alguns problemas de oscilação, segundo a Sinclair User, o jogo atendeu aos benchmarks de alta qualidade da Ultimate.
Uma crítica retrospectiva da Retro Gamer disse que Sabre Wulf era "um labirinto interativo" repleto de cores e jogabilidade hack and slash. A revista comparou a escolha de cor e configuração do jogo ao que a revista considerou o melhor jogo de arcade da Ultimate, Dingo (1983), e lamentou a incapacidade de Sabreman de acertar os inimigos acima ou abaixo dele. Peter Parrish, da Eurogamer, também achou, retrospectivamente, a detecção de colisão imprecisa. Em The Routledge Companion to Video Game Studies, Simon Niedenthal usou Sabre Wulf como um exemplo de jogos que maximizaram a paleta de cores limitada dos computadores de 8 bits. Ele descreveu suas cores como "brilhantes como vitrais, e os efeitos da pureza da cor são realçados pelo contraste com o fundo preto".

## Legado
Jogadores e jornalistas consideram o jogo um dos melhores do Spectrum. Sabre Wulf foi o primeiro de quatro títulos da série Sabreman para a plataforma. A Retro Gamer creditou o nome do personagem e seus traços por sua memorabilidade duradoura. Como um ser humano comum com um chapéu e nariz exagerado, Sabreman se encaixava no arquétipo de personagens de jogos da era 8 bits. O último jogo da série Sabreman para Spectrum, Mire Mare, nunca lançado, foi planejado para ser semelhante a Sabre Wulf na jogabilidade. A Rare, sucessora da Ultimate, lançou em 2004 um jogo de rolagem lateral para o console portátil Game Boy Advance — também intitulado Sabre Wulf — em que Sabreman recruta animais da selva para resolver os quebra-cabeças de Sabre Wulf. Não foi bem recebido pelos fãs. Elementos do Sabre Wulf original aparecem em outros jogos, incluindo Jet Force Gemini. A Retro Gamer considerou a aparição recorrente de Sabreman uma prova do interesse da Rare no personagem e na série.